# Grèvol del Canadà
El grèvol del Canadà o grèvol de pícea (Canachites canadensis) és una espècie d'ocell de la família dels fasiànids (Phasianidae) i única espècie del gènere Canachites Stejneger, 1885

## Hàbitat i distribució
Habita als boscos de coníferes d'Alaska i el Canadà, arribant als Estats Units a Minnesota, Wisconsin, Michigan, Nova York, Idaho i Montana.

## Taxonomia
Adés aquesta espècies era adscrita al gènere Falcipennis juntament amb el grèvol siberià. Diversos estudis però, van demostrar que aquest gènere no era monofilètic i l'espècie neàrtica va ser classificada a un gènere diferent: Canachites.

Alguns autors consideren que les poblacions entre el sud-est d'Alaska i Idaho pertanyen en realitat a una espècie diferent:
- Canachites franklinii - grèvol de Franklin.